# كاروخ سيندي
كاروخ سيندي (21 أغسطس 1989 بزاخو في العراق - ) هو لاعب كرة قدم عراقي في مركز الوسط. لعب مع روت فايس أوبرهاوزن وفي في في فينلو ونادي دهوك و1. FC Bocholt ‏ ونادي فوبرتال الرياضي وRatingen 04/19 ‏ وVfB Homberg ‏ وTuS Erndtebrück ‏.

## روابط خارجية
- كاروخ سيندي على موقع قاعدة بيانات كرة القدم.إي يو (الإنجليزية)
- كاروخ سيندي على موقع بيانات كرة القدم. دي إي (الألمانية)
- كاروخ سيندي على موقع عالم كرة القدم.نت (الإنجليزية)